# Danh sách tiểu hành tinh: 26301–26400
| Tên                | Tên đầu tiên | Ngày phát hiện       | Nơi phát hiện                      | Người phát hiện                      |
| ------------------ | ------------ | -------------------- | ---------------------------------- | ------------------------------------ |
| 26301 Hellawillis  | 1998 SB136   | 16 tháng 9 năm 1998  | Socorro                            | LINEAR                               |
| 26302 Zimolzak     | 1998 ST142   | 16 tháng 9 năm 1998  | Socorro                            | LINEAR                               |
| 26303 -            | 1998 SD144   | 18 tháng 9 năm 1998  | La Silla                           | E. W. Elst                           |
| 26304 -            | 1998 SZ145   | 20 tháng 9 năm 1998  | La Silla                           | E. W. Elst                           |
| 26305 -            | 1998 SH146   | 20 tháng 9 năm 1998  | La Silla                           | E. W. Elst                           |
| 26306 -            | 1998 SX147   | 20 tháng 9 năm 1998  | La Silla                           | E. W. Elst                           |
| 26307 Friedafein   | 1998 SE163   | 16 tháng 9 năm 1998  | Socorro                            | LINEAR                               |
| 26308              | 1998 SM165   | 16 tháng 9 năm 1998  | Steward Observatory                | N. Danzl                             |
| 26309 -            | 1998 TG      | 10 tháng 10 năm 1998 | Oizumi                             | T. Kobayashi                         |
| 26310 -            | 1998 TX6     | 14 tháng 10 năm 1998 | Kitt Peak                          | Spacewatch                           |
| 26311 -            | 1998 TR16    | 14 tháng 10 năm 1998 | Caussols                           | ODAS                                 |
| 26312 -            | 1998 TG34    | 14 tháng 10 năm 1998 | Anderson Mesa                      | LONEOS                               |
| 26313 -            | 1998 TK34    | 14 tháng 10 năm 1998 | Anderson Mesa                      | LONEOS                               |
| 26314 Škvorecký    | 1998 UJ1     | 16 tháng 10 năm 1998 | Kleť                               | J. Tichá, M. Tichý                   |
| 26315 -            | 1998 UF4     | 21 tháng 10 năm 1998 | Đài thiên văn Zvjezdarnica Višnjan | K. Korlević                          |
| 26316 -            | 1998 US16    | 22 tháng 10 năm 1998 | Reedy Creek                        | J. Broughton                         |
| 26317 -            | 1998 UB17    | 27 tháng 10 năm 1998 | Catalina                           | CSS                                  |
| 26318 -            | 1998 UC20    | 28 tháng 10 năm 1998 | Đài thiên văn Zvjezdarnica Višnjan | K. Korlević                          |
| 26319 Miyauchi     | 1998 UM23    | 16 tháng 10 năm 1998 | Nanyo                              | T. Okuni                             |
| 26320 -            | 1998 UD27    | 18 tháng 10 năm 1998 | La Silla                           | E. W. Elst                           |
| 26321 -            | 1998 VT5     | 11 tháng 11 năm 1998 | Gnosca                             | S. Sposetti                          |
| 26322 -            | 1998 VS6     | 12 tháng 11 năm 1998 | Oizumi                             | T. Kobayashi                         |
| 26323 Wuqijin      | 1998 VX8     | 10 tháng 11 năm 1998 | Socorro                            | LINEAR                               |
| 26324 -            | 1998 VG16    | 10 tháng 11 năm 1998 | Socorro                            | LINEAR                               |
| 26325 -            | 1998 VD29    | 10 tháng 11 năm 1998 | Socorro                            | LINEAR                               |
| 26326 -            | 1998 VD36    | 14 tháng 11 năm 1998 | Socorro                            | LINEAR                               |
| 26327 -            | 1998 VQ38    | 10 tháng 11 năm 1998 | Socorro                            | LINEAR                               |
| 26328 Litomyšl     | 1998 WQ      | 18 tháng 11 năm 1998 | Kleť                               | M. Tichý, Z. Moravec                 |
| 26329 -            | 1998 WC1     | 16 tháng 11 năm 1998 | Catalina                           | CSS                                  |
| 26330 -            | 1998 WN5     | 20 tháng 11 năm 1998 | Gekko                              | T. Kagawa                            |
| 26331 Kondamuri    | 1998 WC10    | 21 tháng 11 năm 1998 | Socorro                            | LINEAR                               |
| 26332 Alyssehrlich | 1998 WW10    | 21 tháng 11 năm 1998 | Socorro                            | LINEAR                               |
| 26333 Joachim      | 1998 WU11    | 21 tháng 11 năm 1998 | Socorro                            | LINEAR                               |
| 26334 Melimcdowell | 1998 WD15    | 21 tháng 11 năm 1998 | Socorro                            | LINEAR                               |
| 26335 -            | 1998 WT16    | 21 tháng 11 năm 1998 | Socorro                            | LINEAR                               |
| 26336 Mikemcdowell | 1998 WC17    | 21 tháng 11 năm 1998 | Socorro                            | LINEAR                               |
| 26337 Matthewagam  | 1998 WJ19    | 21 tháng 11 năm 1998 | Socorro                            | LINEAR                               |
| 26338 -            | 1998 WT35    | 19 tháng 11 năm 1998 | Kitt Peak                          | Spacewatch                           |
| 26339 -            | 1998 XT3     | 9 tháng 12 năm 1998  | Oizumi                             | T. Kobayashi                         |
| 26340 Evamarková   | 1998 XY8     | 13 tháng 12 năm 1998 | Kleť                               | J. Tichá, M. Tichý                   |
| 26341 -            | 1998 XK9     | 9 tháng 12 năm 1998  | Đài thiên văn Zvjezdarnica Višnjan | K. Korlević                          |
| 26342 -            | 1998 XM52    | 14 tháng 12 năm 1998 | Socorro                            | LINEAR                               |
| 26343 -            | 1998 XB53    | 14 tháng 12 năm 1998 | Socorro                            | LINEAR                               |
| 26344 -            | 1998 XS76    | 15 tháng 12 năm 1998 | Socorro                            | LINEAR                               |
| 26345 Gedankien    | 1998 XQ77    | 15 tháng 12 năm 1998 | Socorro                            | LINEAR                               |
| 26346 -            | 1998 XF93    | 15 tháng 12 năm 1998 | Socorro                            | LINEAR                               |
| 26347 -            | 1998 XU93    | 15 tháng 12 năm 1998 | Socorro                            | LINEAR                               |
| 26348 -            | 1998 XO94    | 15 tháng 12 năm 1998 | Socorro                            | LINEAR                               |
| 26349 -            | 1998 XR94    | 15 tháng 12 năm 1998 | Socorro                            | LINEAR                               |
| 26350 -            | 1998 XU94    | 15 tháng 12 năm 1998 | Socorro                            | LINEAR                               |
| 26351 -            | 1998 XG95    | 15 tháng 12 năm 1998 | Socorro                            | LINEAR                               |
| 26352 -            | 1998 XJ95    | 15 tháng 12 năm 1998 | Socorro                            | LINEAR                               |
| 26353 -            | 1998 YP      | 16 tháng 12 năm 1998 | Oizumi                             | T. Kobayashi                         |
| 26354 -            | 1998 YJ4     | 16 tháng 12 năm 1998 | Woomera                            | F. B. Zoltowski                      |
| 26355 Grueber      | 1998 YL8     | 23 tháng 12 năm 1998 | Linz                               | E. Meyer                             |
| 26356 Aventini     | 1998 YE10    | 16 tháng 12 năm 1998 | San Marcello                       | L. Tesi, A. Boattini                 |
| 26357 Laguerre     | 1998 YK10    | 27 tháng 12 năm 1998 | Prescott                           | P. G. Comba                          |
| 26358 -            | 1998 YZ11    | 16 tháng 12 năm 1998 | Oizumi                             | T. Kobayashi                         |
| 26359 -            | 1998 YF12    | 27 tháng 12 năm 1998 | Oizumi                             | T. Kobayashi                         |
| 26360 -            | 1998 YL13    | 17 tháng 12 năm 1998 | Kitt Peak                          | Spacewatch                           |
| 26361              | 1999 AJ5     | 10 tháng 1 năm 1999  | Nachi-Katsuura                     | Y. Shimizu, T. Urata                 |
| 26362 -            | 1999 AC6     | 7 tháng 1 năm 1999   | Socorro                            | LINEAR                               |
| 26363 -            | 1999 AG6     | 8 tháng 1 năm 1999   | Socorro                            | LINEAR                               |
| 26364 -            | 1999 AH8     | 13 tháng 1 năm 1999  | Oizumi                             | T. Kobayashi                         |
| 26365 -            | 1999 AK21    | 14 tháng 1 năm 1999  | Đài thiên văn Zvjezdarnica Višnjan | K. Korlević                          |
| 26366 -            | 1999 AM21    | 14 tháng 1 năm 1999  | Višnjan Observatory                | K. Korlević                          |
| 26367              | 1999 CD1     | 2 tháng 2 năm 1999   | Dynic                              | A. Sugie                             |
| 26368 Alghunaim    | 1999 CJ37    | 10 tháng 2 năm 1999  | Socorro                            | LINEAR                               |
| 26369 -            | 1999 CG62    | 12 tháng 2 năm 1999  | Socorro                            | LINEAR                               |
| 26370 -            | 1999 CJ62    | 12 tháng 2 năm 1999  | Socorro                            | LINEAR                               |
| 26371 -            | 1999 CT64    | 12 tháng 2 năm 1999  | Socorro                            | LINEAR                               |
| 26372 -            | 1999 CW69    | 12 tháng 2 năm 1999  | Socorro                            | LINEAR                               |
| 26373 -            | 1999 CZ74    | 12 tháng 2 năm 1999  | Socorro                            | LINEAR                               |
| 26374 -            | 1999 CP106   | 12 tháng 2 năm 1999  | Socorro                            | LINEAR                               |
| 26375              | 1999 DE9     | 20 tháng 2 năm 1999  | Kitt Peak                          | C. A. Trujillo, J. X. Luu            |
| 26376 Roborosa     | 1999 EB3     | 11 tháng 3 năm 1999  | Ondřejov                           | P. Pravec                            |
| 26377 -            | 1999 FH4     | 16 tháng 3 năm 1999  | Kitt Peak                          | Spacewatch                           |
| 26378 -            | 1999 GF35    | 6 tháng 4 năm 1999   | Socorro                            | LINEAR                               |
| 26379 -            | 1999 HZ1     | 20 tháng 4 năm 1999  | Socorro                            | LINEAR                               |
| 26380 -            | 1999 JY65    | 12 tháng 5 năm 1999  | Socorro                            | LINEAR                               |
| 26381 -            | 1999 KV15    | 18 tháng 5 năm 1999  | Socorro                            | LINEAR                               |
| 26382 -            | 1999 LT32    | 8 tháng 6 năm 1999   | Anderson Mesa                      | LONEOS                               |
| 26383 -            | 1999 MA2     | 20 tháng 6 năm 1999  | Catalina                           | CSS                                  |
| 26384              | 1999 QP2     | 31 tháng 8 năm 1999  | Xinglong                           | Beijing Schmidt CCD Asteroid Program |
| 26385 -            | 1999 RN20    | 7 tháng 9 năm 1999   | Socorro                            | LINEAR                               |
| 26386 Adelinacozma | 1999 RC171   | 9 tháng 9 năm 1999   | Socorro                            | LINEAR                               |
| 26387 -            | 1999 TG2     | 2 tháng 10 năm 1999  | Fountain Hills                     | C. W. Juels                          |
| 26388 -            | 1999 TR105   | 3 tháng 10 năm 1999  | Socorro                            | LINEAR                               |
| 26389 Poojarambhia | 1999 TO151   | 7 tháng 10 năm 1999  | Socorro                            | LINEAR                               |
| 26390 Rušin        | 1999 UX2     | 19 tháng 10 năm 1999 | Ondřejov                           | P. Kušnirák                          |
| 26391 -            | 1999 VN9     | 8 tháng 11 năm 1999  | Đài thiên văn Zvjezdarnica Višnjan | K. Korlević                          |
| 26392 -            | 1999 VT10    | 9 tháng 11 năm 1999  | Oizumi                             | T. Kobayashi                         |
| 26393 Scaffa       | 1999 VT35    | 3 tháng 11 năm 1999  | Socorro                            | LINEAR                               |
| 26394 Kandola      | 1999 VE53    | 3 tháng 11 năm 1999  | Socorro                            | LINEAR                               |
| 26395 Megkurohara  | 1999 VK150   | 14 tháng 11 năm 1999 | Socorro                            | LINEAR                               |
| 26396 Chengjingjie | 1999 VQ169   | 14 tháng 11 năm 1999 | Socorro                            | LINEAR                               |
| 26397 Carolynsinow | 1999 VB185   | 15 tháng 11 năm 1999 | Socorro                            | LINEAR                               |
| 26398 -            | 1999 VL188   | 15 tháng 11 năm 1999 | Socorro                            | LINEAR                               |
| 26399 Rileyennis   | 1999 VG189   | 15 tháng 11 năm 1999 | Socorro                            | LINEAR                               |
| 26400 Roshanpalli  | 1999 VJ190   | 15 tháng 11 năm 1999 | Socorro                            | LINEAR                               |